# Ruta 406 (Costa Rica)
La Ruta 406, oficialmente Ruta Nacional Terciaria 406, es una ruta nacional de Costa Rica ubicada en las provincias de San José y Cartago.

## Descripción
En la provincia de San José, la ruta atraviesa el cantón de Desamparados (el distrito de San Cristóbal).
En la provincia de Cartago, la ruta atraviesa el cantón de Cartago (el distrito de Corralillo), el cantón de El Guarco (el distrito de San Isidro).